# Сельское поселение Ермолинское (Талдомский район)
Сельское поселение Ермолинское — упразднённое муниципальное образование (сельское поселение) в составе бывшего Талдомского муниципального района Московской области. Административный центр — деревня Ермолино.
Глава сельского поселения — Федоров Александр Евгеньевич.

## История
Образовано в ходе муниципальной реформы, в соответствии с Законом Московской области от 15.02.2005 года № 42/2005-ОЗ «О статусе и границах Талдомского муниципального района, вновь образованных в его составе городских и сельских поселений и существующего на территории Талдомского района Московской области муниципального образования». В состав сельского поселения вошли 87 населённых пунктов четырёх упразднённых административно-территориальных единиц — Ахтимнеевского, Ермолинского, Квашёнковского и Юркинского сельских округов.
В 2009 году поселение было преобразовано путём разделения на муниципальные образования — сельское поселение Ермолинское с административным центром в деревне Ермолино и сельское поселение Квашёнковское с административным центром в селе Квашёнки.

## География
Расположено в восточной части Талдомского района. На севере граничит с сельским поселением Квашёнковским, на западе — с городским поселением Северный и сельским поселением Гуслевским, на юге — с сельским поселением Шеметовским Сергиево-Посадского района, на востоке — с сельским поселением Селковским Сергиево-Посадского района и Калязинским районом Тверской области. Площадь территории муниципального образования — 38 370 га.
Современное сельское поселение Ермолинское находится на территории Дубненского болотного массива — крупнейшего в Московской области и входящего в резервный список водно-болотных угодий международного значения. Дубненский массив является ключевой орнитологической территорией России. Здесь встречается большое количество редких для Московской области растений, животных и птиц. На территории поселения находится государственный заказник «Журавлиная родина», крупнейшее в Центральной России место предотлётного скопления серых журавлей.
По территории поселения протекают реки Дубна, Кильма, Мольха, Вьюлка, Хотча.
Транспорт представлен автодорогами Талдом — Нерль и Юркинским шоссе (Талдом — Николо-Кропотки — Р104). Железнодорожный транспорт отсутствует.

## Население
| 2006  | 2007  | 2008  | 2009  | 2010  | 2011  |
| ----- | ----- | ----- | ----- | ----- | ----- |
| 4608  | ↘3993 | ↗4042 | ↘1888 | ↗2042 | ↗2050 |
| 2012  | 2013  | 2014  | 2015  | 2016  | 2017  |
| →2050 | ↗2090 | ↗2120 | ↗2137 | ↘2115 | ↘2062 |
| 2018  |       |       |       |       |       |
| ↘2017 |       |       |       |       |       |

## Состав сельского поселения
| №  | Населённый пункт     | Тип населённого пункта          | Население |
| -- | -------------------- | ------------------------------- | --------- |
| 1  | Айбутово             | деревня                         | ↘10       |
| 2  | Большое Семёновское  | деревня                         | ↘18       |
| 3  | Бородино             | деревня                         | ↘0        |
| 4  | Буртаки              | деревня                         | ↘1        |
| 5  | Бучево               | деревня                         | ↗31       |
| 6  | Вороново             | деревня                         | ↗18       |
| 7  | Головачево           | деревня                         | ↗1        |
| 8  | Дмитровка            | деревня                         | ↘1        |
| 9  | Дьяконово            | деревня                         | ↗1        |
| 10 | Ельцыново            | деревня                         | →0        |
| 11 | Ермолино             | деревня, административный центр | ↘937      |
| 12 | Есаулово             | деревня                         | ↗19       |
| 13 | Жизнеево             | деревня                         | ↗25       |
| 14 | Измайлово            | деревня                         | ↗25       |
| 15 | Калинкино            | деревня                         | ↗30       |
| 16 | Костенёво            | деревня                         | ↘4        |
| 17 | Костолыгино          | деревня                         | ↗6        |
| 18 | Кунилово             | деревня                         | ↘2        |
| 19 | Курилово             | деревня                         | →4        |
| 20 | Леоново              | деревня                         | ↗4        |
| 21 | Лесоучастка          | деревня                         | ↗17       |
| 22 | Лозынино             | деревня                         | ↗31       |
| 23 | Лютиково             | деревня                         | ↘0        |
| 24 | Николо-Кропотки      | село                            | ↘637      |
| 25 | Ожигово              | деревня                         | ↗2        |
| 26 | Остров               | деревня                         | ↗12       |
| 27 | Павловское           | деревня                         | ↗12       |
| 28 | Пашино               | деревня                         | ↘4        |
| 29 | Пенское              | деревня                         | →0        |
| 30 | Припущаево           | деревня                         | ↗28       |
| 31 | Прусово              | деревня                         | ↗11       |
| 32 | Разорёно-Семёновское | деревня                         | ↗43       |
| 33 | Рождество-Вьюлки     | деревня                         | ↗1        |
| 34 | Самково              | деревня                         | ↘2        |
| 35 | Семягино             | деревня                         | ↘10       |
| 36 | Сенино               | деревня                         | ↗5        |
| 37 | Станки               | деревня                         | ↗44       |
| 38 | Терехово             | деревня                         | ↘1        |
| 39 | Фоминское            | деревня                         | →3        |
| 40 | Храброво             | деревня                         | ↘5        |
| 41 | Чупаево              | деревня                         | ↘12       |
| 42 | Шабушево             | деревня                         | ↗4        |
| 43 | Ширятино             | деревня                         | ↗21       |